# Thoósa
Thoósa (Thoösa) je vodní nymfa v řecké mytologii. V jedné verzi je matkou kyklopa Polyféma (otcem je bůh Poseidon). Je dcerou Forkýse a Kétó, sestrou Gorgon a Graií. Je bohyní nebezpečně rychlých proudů, jak může napovídat její jméno.